# 蜷川幸雄
蜷川 幸雄（にながわ ゆきお、1935年（昭和10年）10月15日 - 2016年（平成28年）5月12日）は、日本の演出家、映画監督、俳優。位階は従三位。勲等は文化勲章。桐朋学園芸術短期大学名誉教授、文化功労者。
桐朋学園大学短期大学部芸術科教授、彩の国シェイクスピア・シリーズ芸術監督、Bunkamuraシアターコクーン芸術監督、桐朋学園大学短期大学部学長（第6代）、桐朋学園芸術短期大学学長（初代）、桐朋学園芸術短期大学芸術科特任教授などを歴任した。

## 人物・来歴
埼玉県川口市本町出身。両親は富山県出身（父親は旧上新川郡大久保町出身、母親は富山市小中出身）。生家は洋服店で、父親は川口オートレース場のオーナーだったこともある。小中学生時代は近所に下宿していた後の立教大学総長浜田陽太郎が家庭教師であった。
1年の留年を経て開成高等学校を卒業。画家を志して東京芸術大学美術学部を受験するが失敗。将来の進路に迷っていた時、偶然「劇団青俳」による安部公房『制服』の公演に接し、衝撃を受けて「劇団青俳」に参加する。俳優として活躍していたが「自分は演出に向いている」と悟り劇団を結成し演出家に転向（それ以降もある時期までは俳優業は続けていた）。アングラ・小劇場運動盛んな時期に演出家としてデビューし、若者層を中心に人気を集める。1970年代半ばから商業演劇に活動の場を移し大劇場でのダイナミックな演出で話題作を次々と発表していった。1990年代以降は中劇場の空間を好んで使っている。
蜷川の演出作品は、清水邦夫、唐十郎、井上ひさし、野田秀樹、岩松了などの現代劇からギリシャ悲劇やシェイクスピア、チェーホフなど海外の古典・近代劇に至るまで、多岐にわたる。鮮烈なヴィジュアルイメージで観客を劇世界に惹き込むことを得意とする、現代日本を代表する演出家の1人として海外でも評価が高く「世界のニナガワ」、「蜷川先生」とも呼ばれる。
起用する出演者はトップスターや実力派俳優から人気アイドルまでと幅広く、意表をついたキャスティングで話題を呼んでいる。
蜷川は愛煙家で短気な気質でもあり苛烈な演技指導の厳しさでも知られ、「口よりも手よりも先に、物（靴や金属製の灰皿など）が飛んでくる」と言われる程であった。一方で躁うつ病を患っていた俳優には穏やかな表情で見守るなど、人情的で心優しく「他人に対しても同様に、自分に対しても厳しい」姿勢で仕事に取り組んでいたため、数多くの俳優やスタッフから慕われた。彼の指導を受けたことで役者としての実力をつけた俳優やタレントは数多い。「一人でも手を抜いたら舞台は壊れる。“全体に気を配っているぞ”という意思表示だよ」と生前語っていた。
現代演劇のフィールド外でも、小澤征爾の指揮による歌劇『さまよえるオランダ人』（リヒャルト・ワーグナー作曲）、宇崎竜童作曲によるミュージカル『魔女の宅急便』、尾上菊之助の依頼を受け菊五郎劇団と組んだ歌舞伎『NINAGAWA十二夜』などを演出、ほかにも映画、テレビドラマ、コンサート、ファッションショーなど、さまざまな媒体や舞台での演出を手掛けている。エッセイ集も出しているが、蜷川自身は文章を書くことは楽しくはないが断れずにやっている、という。
『私の履歴書』によると、俳優時代の蜷川は「劇団青俳」の木村功や岡田英次などに可愛がられたという。そして、演出家として頭角を表しつつあったある日、出演していた時代劇『水戸黄門』を見た太地喜和子から、俳優としての演技にダメ出しされたことを切っ掛けに演出家一本に絞ることにしたという。
晩年は病気がちになり、2013年には狭心症により心臓バイパス手術を受け、その後は肝臓などの不調が続き、2014年11月、さいたまゴールド・シアター香港公演の際、滞在先のホテルで下血し緊急入院。チャーター機で帰国する事態となっている。長年の喫煙習慣による肺疾患もあり、帰国後は車椅子と酸素吸入器を手放せなくなった。2015年12月半ば、軽い肺炎で入院となりリハビリに励んでいたが、復帰は叶わなかった。
2016年5月12日（木曜日）午後1時25分、肺炎による多臓器不全のため、都内の病院で死去。80歳没。同年5月15日に東京・青山葬儀所で通夜が営まれ、田原総一朗、松本幸四郎、北大路欣也、宇崎竜童・阿木燿子夫妻、本田博太郎、名取裕子、吉田鋼太郎、堤真一、東山紀之、中嶋朋子、木村拓哉、宮沢りえ、綾野剛、藤原竜也、小栗旬、鈴木杏、勝地涼、亀梨和也、溝端淳平、岡田将生、多部未華子、藤木直人、前田敦子ら演劇関係者やファン約1600人が弔問に訪れた。5月16日の告別式では、平幹二朗、大竹しのぶ、吉田、小栗、藤原の5人が弔辞を読んだ。渡辺謙、二宮和也、松本潤、生田斗真、松坂桃李らも参列した。出棺時は、Libera（リベラ）のサンクトゥスが流れた。墓所は西東京市ひばりが丘の東本願寺ひばりが丘別院。
2016年6月10日、日本政府は生前の蜷川が演劇文化の発展に尽くした功績を讃え、没日の5月12日付で従三位に叙することを閣議決定した。
2016年7月、蜷川幸雄の作品記録の承継・著作権・肖像権および商標権の管理を行う「ニナガワカンパニー」が妻・蜷川宏子（真山知子）を代表に設立。

## 家族
妻は元女優で現在はキルト作家の真山知子。2人の娘がおり、長女は写真家の蜷川実花、姪に女優の蜷川有紀、蜷川みほがいる。
長野県軽井沢町には別荘があり、家族で度々滞在した（妻との新婚旅行も軽井沢であった）。娘実花によれば、軽井沢は「私達家族にとってとても思い出深い大切な場所」だという。

## 役職
- Bunkamuraシアターコクーン芸術監督
- 財団法人埼玉県芸術文化振興財団芸術監督
- 英国グローブ座アーティスティック・ディレクター
- 桐朋学園芸術短期大学名誉教授
- ニナガワ・スタジオ主宰
- さいたまゴールド・シアター主宰
- さいたまネクスト・シアター主宰

## 略歴
- 1955年 開成高校卒業後、「劇団青俳」に入団。
- 1967年 「劇団青俳」を退団し、蟹江敬三、石橋蓮司らと劇団「現代人劇場」結成。
- 1969年 『真情あふるる軽薄さ』で演出家デビュー。
- 1971年 「現代人劇場」解散。
- 1972年 劇結社「櫻社」結成。
- 1974年 「櫻社」解散。『ロミオとジュリエット』で商業演劇に進出。
- 1983年 『王女メディア』で初の海外公演。
- 1984年 「GEKISHA NINAGAWA STUDIO（現ニナガワ・スタジオ）」を結成。
- 1986年 『第37回NHK紅白歌合戦』出演予定の北島三郎と山本譲二を、暴力団との交際のスキャンダルにより出演辞退に追い込んだNHKに対して、「たかが芸能番組で道徳を振りかざしている」と異議を唱え、自らも特別審査員を辞退（蜷川の他にも、北島らの代役に選ばれた鳥羽一郎もNHKの偽善を批判し辞退した）。
- 1987年 英国ローレンス・オリヴィエ賞演出部門にノミネートされる。
- 1992年 ロンドン・グローブ座芸術監督陣の一員となる。
- 1993年 桐朋学園大学短期大学部芸術科演劇専攻の教授に就任。
- 1998年 彩の国シェイクスピア・シリーズ芸術監督となる。
- 1999年 Bunkamuraシアターコクーン芸術監督に就任。ロイヤル・シェイクスピア・カンパニーの演出家として『リア王』を日本・英国で長期公演。
- 2000年 「蜷川イヤーズ」と題し、2年間で12本の作品（演出作9本、監修作3本）を彩の国さいたま芸術劇場で上演。
- 2002年 大英帝国勲章（CBE＝三等勲章）を授与される。
- 2003年 桐朋学園大学短期大学部学長に就任。
- 2004年 桐朋学園芸術短期大学学長に就任（2010年3月まで）。2010年4月から2011年3月まで特任教授を務める。
- 2005年 シアターコクーン芸術監督就任7年目および70歳を迎える年を記念して「NINAGAWA VS COCOON」と銘打ち、新作4本を同劇場で上演。歌舞伎を初演出し（『NINAGAWA十二夜』）、歌舞伎座で上演。
- 2006年 財団法人埼玉県芸術文化振興財団芸術監督に就任。高齢者演劇集団「さいたまゴールド・シアター」発足。
- 2009年 若手俳優育成プロジェクト「さいたまネクスト・シアター」発足。埼玉県民栄誉賞受賞。
- 2010年 文化勲章受章。埼玉県川口市市民栄誉賞受賞[14]。
- 2013年 桐朋学園短期大学より名誉教授の称号を授与される。
- 2014年 女子美術大学より名誉博士の学位を授与される。
- 2016年 肺炎による多臓器不全で死去。没後に従三位に追叙[10]。

## 上演作品年表
- 1969年 『真情あふるる軽薄さ』
- 1970年 『明日そこへ花を挿そうよ』『想い出の日本一萬年』
- 1971年 『東海道四谷怪談』『鴉よ、おれたちは弾丸をこめる』
- 1972年 『ぼくらが非情の大河をくだる時』
- 1973年 『盲導犬』『泣かないのか? 泣かないのか1973年のために?』
- 1974年 『ロミオとジュリエット』
- 1975年 『唐版 瀧の白糸』『リア王』
- 1976年 『オイディプス王』『近代能楽集 卒塔婆小町／弱法師』
- 1977年 『三文オペラ』
- 1978年 『王女メディア』『ハムレット』
- 1979年 『近松心中物語』『ノートルダム・ド・パリ』
- 1980年 『NINAGAWAマクベス』『元禄港歌』
- 1981年 『下谷万年町物語』
- 1982年 『雨の夏、三十人のジュリエットが還ってきた』『南北恋物語』
- 1983年 『黒いチューリップ』『王女メディア』（イタリア、ギリシャ公演）
- 1984年 『にごり江』『タンゴ・冬の終わりに』『王女メディア』（ギリシャ、イタリア、フランス公演）『稽古場という名の劇場で上演される「三人姉妹」』
- 1985年 『恐怖時代』『95kgと97kgのあいだ』『NINAGAWAマクベス』（オランダ、イギリス公演）『作品たち』
- 1986年 『オイディプス王』『オデッセイ・1986・破産』『NINAGAWA少年少女鼓笛隊による「血の婚礼」』『王女メディア』（イギリス、アメリカ、カナダ公演）『貧民倶楽部』
- 1987年 『NINAGAWAマクベス』（イギリス公演）『王女メディア』（イギリス公演）『テンペスト』『虹のバクテリア』『なぜか青春時代』『ギプス』
- 1988年 『欲望という名の市電』『ハムレット』『仮名手本忠臣蔵』
- 1989年 『王女メディア』（香港公演）『唐版 滝の白糸』『近松心中物語』（ベルギー、イギリス公演）『盲導犬』
- 1990年 『ペール・ギュント』『PLAYZONE'90 MASK』『近代能楽集 卒塔婆小町』（イギリス公演）『NINAGAWAマクベス』（カナダ、アメリカ公演）
- 1991年 『1991・待つ』『リア王』『七人みさき』『Tango at the End of Winter』（英国内公演）『近代能楽集 卒塔婆小町』（アメリカ公演）
- 1992年 『1992・待つ』『さまよえるオランダ人』『SHOW劇'92 MASK』『NINAGAWAマクベス』（シンガポール公演）『王女メディア』（シンガポール公演）『三人姉妹』『テンペスト』（イギリス公演）『千年の街のクリスマス』
- 1993年 『1993・待つ』『春』『王女メディア』（台湾、スイス公演）『魔女の宅急便』『初夏の夜の夢』『血の婚礼』
- 1994年 『Peer Gynt』（英国内公演、ノルウェー、日本公演も）『夏の夜の夢』『オセロー』『ゴドーを待ちながら』
- 1995年 『夏の夜の夢』（イギリス公演）『ハムレット』『身毒丸』
- 1996年 『王女メディア』（パレスチナ、エジプト公演）『夏の夜の夢』（イギリス公演）『零れる果実』『1996・待つ』
- 1997年 『草迷宮』『昭和歌謡大全集』『銀色クジラの時間旅行』『身毒丸』（イギリス公演）『常陸坊海尊』（※共同演出）
- 1998年 『ロミオとジュリエット』『1998・待つ』『ハムレット』（イギリス公演）『十二夜』
- 1999年 『リチャード三世』『かもめ』『血の婚礼』『リア王』（イギリス公演）『パンドラの鐘』
- 2000年 『唐版 滝の白糸』『三人姉妹』『テンペスト』『グリークス』『近代能楽集 卒塔婆小町／弱法師』『NINAGAWA火の鳥』
- 2001年 『真情あふるる軽薄さ2001』『マクベス』『近代能楽集 卒塔婆小町／弱法師』（イギリス公演）『三文オペラ』『ハムレット』『2001・待つ』『四谷怪談』
- 2002年 『欲望という名の電車』『オイディプス王』『夏の夜の夢』（フランス公演）『マクベス』（アメリカ公演）
- 2003年 『桜の園』『ペリクリーズ』（イギリス公演）『エレクトラ』『ハムレット』
- 2004年 『タイタス・アンドロニカス』『新・近松心中物語』『シブヤから遠く離れて』『オイディプス王』（ギリシャ公演）『お気に召すまま』『Hamlet』（英国内公演）『ロミオとジュリエット』
- 2005年 『幻に心もそぞろ狂おしのわれら将門』『KITCHEN』『メディア』『近代能楽集 卒塔婆小町／弱法師』（アメリカ公演）『NINAGAWA十二夜』『天保十二年のシェイクスピア』
- 2006年 『間違いの喜劇』『タイタス・アンドロニカス』（イギリス公演）『白夜の女騎士』『あわれ彼女は娼婦』『オレステス』『タンゴ・冬の終わりに』
- 2007年 『コリオレイナス』（イギリス公演）『ひばり』『恋の骨折り損』『藪原検校』『船上のピクニック』『エレンディラ』『オセロー』『カリギュラ』
- 2008年 『リア王』『身毒丸』（アメリカ公演）『さらば、わが愛 覇王別姫』『わが魂は輝く水なり』『95kgと97kgのあいだ』『道元の冒険』『ガラスの仮面』『から騒ぎ』『表裏源内蛙合戦』
- 2009年 『冬物語』『ムサシ』『NINAGAWA十二夜』（イギリス公演）『雨の夏、三十人のジュリエットが還ってきた』『アンドゥ家の一夜』『コースト・オブ・ユートピア』『真田風雲録』『十二人の怒れる男』
- 2010年 『血は立ったまま眠っている』『ヘンリー六世』『ムサシ』（イギリス・アメリカ公演）『ファウストの悲劇』『ガラスの仮面〜二人のヘレン〜』『聖地』『じゃじゃ馬馴らし』『美しきものの伝説』
- 2011年 『ミシマダブル サド侯爵夫人／わが友ヒットラー』『たいこどんどん』『血の婚礼』『身毒丸』『アントニーとクレオパトラ』（韓国公演）『あゝ、荒野』『ルート99』
- 2012年 『下谷万年町物語』『2012年・蒼白の少年少女たちによる「ハムレット」』『シンベリン』（イギリス公演）『海辺のカフカ』『しみじみ日本・乃木大将』『トロイラスとクレシダ』『ボクの四谷怪談』『日の浦姫物語』『トロイアの女たち』（イスラエル公演）
- 2013年 『祈りと怪物』『2013年・蒼白の少年少女たちによる「オイディプス王」』『ヘンリー四世』『鴉よ、おれたちは弾丸をこめる』（フランス公演）『盲導犬』『ヴェニスの商人』『唐版 滝の白糸』『ムサシ』（シンガポール公演）
- 2014年 『冬眠する熊に添い寝してごらん』『2014年・蒼白の少年少女たちによる「カリギュラ」』『ムサシ』（韓国公演）『わたしを離さないで』『太陽2068』『ロミオとジュリエット』『火のようにさみしい姉がいて』『ジュリアス・シーザー』『皆既食』『鴉よ、おれたちは弾丸をこめる』（香港・フランス公演）
- 2015年 『ハムレット』（台湾・イギリス公演）『リチャード二世』『海辺のカフカ』（イギリス・アメリカ・シンガポール・韓国公演）『青い種子は太陽のなかにある』『NINAGAWA・マクベス』『ヴェローナの二紳士』
- 2016年 『元禄港歌』『リチャード二世』（ルーマニア公演）

### 没後の上演作品
- 2016年 『尺には尺を』（※稽古期間中に逝去）
- 2017年 『NINAGAWA・マクベス』（香港・イギリス・シンガポール公演）
- 2018年 『ムサシ』（中国公演）『NINAGAWA・マクベス』（アメリカ公演）
- 2019年 『海辺のカフカ』（フランス公演）

※基本的には同プロダクションでの再演作品の明記（海外公演を除く）、および稽古場発表などの形態による上演作品の明記はしていない。

## 賞歴
菊田一夫演劇賞、文化庁芸術祭演劇部門大賞、テアトロ演劇賞、芸術選奨文部大臣賞、読売演劇大賞（第20回に大賞と最優秀演出家賞）、松尾芸能賞、毎日芸術賞、朝日賞、朝日舞台芸術賞（グランプリ、特別大賞）、紀伊國屋演劇賞個人賞、ハヤカワ「悲劇喜劇」賞など、多数の受賞がある。他に第53回菊池寛賞、埼玉県民栄誉章、川口市市民栄誉賞などを受賞。海外では、1992年に英国エジンバラ大学名誉博士号、2002年に英国名誉大英勲章第三位。2005年にWalpoleメダル、2010年に米国ケネディ・センター国際委員会芸術部門ゴールド・メダルを受章。

## 栄典
2001年に紫綬褒章、2004年秋に文化功労者、2010年秋に文化勲章を受章。2016年に従三位。

## 監督作品

### テレビドラマ
- 水の女（1990年）
- 風ものがたり（1990年）
- 3番テーブルの客（1997年3月31日）

### 映画
- 海よ、お前が - 帆船日本丸の青春（1980年）
- 魔性の夏（1981年）
- Wの悲劇（1984年、劇中劇を担当）
- 青の炎（2003年）
- 嗤う伊右衛門（2004年）
- 蛇にピアス（2008年）

## 出演作品

### テレビドラマ
- チコちゃん日記（1965年、NHK）
- おはなはん（1966年、NHK）
- 悪魔くん 第12話「狼人間」（1966年、NET）- 山本助手（狼人間）
- 特別機動捜査隊 (NET)
  - 第302話「悲しき善意」（1967年）
  - 第488話「青い残酷」（1971年）- 常安
  - 第509話「呪いの館」（1971年）- 村尾
- 剣（1964年、TBS）
- 大河ドラマ (NHK)
  - 三姉妹（1967年）- 通辞中西
  - 竜馬がゆく（1968年）- 五代才助 / 沖田総司
  - 樅ノ木は残った（1970年）- 宮本又市
  - 新・平家物語（1972年）- 西行
- 素浪人 月影兵庫 第2シリーズ 第18話「道は白く続いていた」（1967年、NET）
- 旅人異三郎（1973年、東京12チャンネル）
- シオノギテレビ劇場 / 沓掛時次郎（1967年、CX）
- 風 第19話「すばらしい明日」（1968年、TBS）
- ローンウルフ 一匹狼 第27話「車椅子の女」（1968年、NTV）
- 東芝日曜劇場 / くるま宿（1968年、TBS）- 梅岡善行
- キイハンター (TBS)
  - 第12話「幽霊船が呼んでいる」（1968年）
  - 第104話「足のある幽霊部隊」（1970年）
  - 第148話「射て! 情無用ギャングの勲章」（1971年）
- ザ・ガードマン (TBS)
  - 第180話「首のない幽霊」（1968年）
  - 第219話「魔の13日金曜の連続殺人」（1969年）- 西岡
- 三匹の侍 第6シリーズ 第16話「死にたい女」（1969年、CX）- 舞坂兵三郎
- 東京バイパス指令 第27話「女獣」（1969年、NTV）
- 男は度胸（1970年、NHK）
- 霧の壁（1970年、NHK）- 相沢洋一
- 軍兵衛目安箱 第5話「百万人の声」（1971年、NET）- 野村文五郎
- 大忠臣蔵 第28話「死を賭けた探索」（1971年、NET）- 間十次郎
- 天皇の世紀 第7話「黒い風」（1971年、ABC）- 高畑胤正
- 千葉周作 剣道まっしぐら 第39話「正剣・邪剣」（1971年、TBS）- 高勢次郎太
- 水戸黄門 (TBS / C.A.L)
  - 第3部 第23話「仇討ち博多人形 -博多-」（1972年）- 文平
  - 第4部 第3話「人情榛名おろし -高崎-」（1973年）- 滝田公一郎
  - 第5部 第7話「盗まれた路用金 -富山-」（1974年）- 平野屋与兵衛
  - 第6部（1975年）
    - 第7話「姫だるまに似た女 -大分-」（1975年）- 雑賀勘左衛門
    - 第25話「暴れん坊の恋 -甲府-」（1975年）- 新見十兵衛

  - 第10部（1979年）
    - 第1話「おあずけ喰った結婚式 -水戸・江戸-」（1979年）- 六条三位
    - 第15話「京の都の悪退治 -京-」（1979年）- 六条三位
- 火曜日の女シリーズ / 男と女と（1973年、NTV）- 矢倉文彦
- 恐怖劇場アンバランス 第2話「死を予告する女」（1973年、CX）- 坂巻豊
- 追跡 第10話「天使の祈り」（1973年、CX）
- 荒野の用心棒 第36話「死の廃坑に地獄火が吠えて…」（1973年、NET）- 利助
- 大江戸捜査網（12ch）
  - 第66話「おんな一代いのちの舞い」（1972年） - 清次郎
  - 第119話「大江戸残酷秘話」（1973年）- 代貸・栄次
  - 第212話「暗殺計画 眼には眼を!!」（1975年）- 伊東左馬介
- 新選組 第3話「沖田総司を狙う刺客たち」（1973年、CX） - 大浦剛蔵
- 科学捜査官第9話「殺人指定席」（1973年、関西テレビ）- 藤井芳夫
- 暗闇仕留人 第19話「乗せられて候」（1974年、ABC）- 新島欣吾
- 右門捕物帖 第22話「くちなしの花」（1974年、NET / 東映）- 旗本・堀田石見
- 鞍馬天狗（1974年、NTV / 東宝）※竹脇無我版
- 非情のライセンス 第2シリーズ 第5話「兇悪のカナリヤ」（1974年、NET）- 村井
- プレイガールQ 第5話「ハイティーン残酷私刑」（1974年、12ch / 東映） - 富岡弘
- 6羽のかもめ（1974年 - 1975年、CX）- 中原プロデューサー
- 太陽にほえろ! (NTV)
  - 第131話「刑事の胸の底には……」（1975年）- 永田
  - 第238話「東京上空17時00分」（1977年）- 斎村実マネージャー
- バーディー大作戦 第40話「ミイラ連続殺人事件」（1975年、TBS）
- 伝七捕物帳 (NTV)
  - 第60話「呪われた相続人」（1975年）- 重次郎
  - 第101話「女ごころいたずら覚書」（1976年）- 桐谷十蔵
  - 第110話「父と呼ばれて15年」（1976年）- 清之助
- ふりむくな鶴吉 第28話「奴女郎」（1975年、NHK）- 村政
- 銭形平次（CX / 東映）
  - 第479話「ある愛の終り」（1975年）- 利助
  - 第560話「おひさという女」（1977年）- 政 / 政吉（二役）
- ザ★ゴリラ7 第21話「手錠をはめた億万長者」（1975年、NET）- 中垣
- はぐれ刑事 第4話「密告」（1975年、NTV）- 田川
- 影同心II 第5話「女の争い紅葉花」（1975年、MBS）- 木更津屋久造
- 徳川三国志 第13話「家光と目黒のサンマ」（1976年、NET / 東映) - 桜井小十郎
- 江戸を斬るII 第22話「恐怖の黒い狼」（1976年、TBS / C.A.L) - 横田新兵衛
- 大都会シリーズ (NTV)
  - 大都会 闘いの日々（1976年）
    - 第8話「俺の愛した ちあきなおみ」（1976年）- 和田ディレクター
    - 第29話「恵子」（1976年）- 村井ディレクター

  - 大都会 PARTII 第21話「非常線突破」（1977年）- 西川
- 隠し目付参上 第4話「念には念を入れすぎたか」（1976年、MBS）- 作事奉行・宮寺玄之介
- ベルサイユのトラック姐ちゃん 第17話「古都の夜 女は燃える」（1976年、NET）- 大場
- いろはの"い" 第10話「棺桶に乗った男」（1976年、NTV）- 前田実
- 夜明けの刑事 第104話「やりますわョ！男と女の大追跡」（1977年、TBS）- 荒神会会長・北島
- 桃太郎侍 第14話「祭囃子に咲いた恋」（1977年、NTV）- 昇二郎 ※高橋英樹版
- 新幹線公安官 第10話「追跡! こだま229号」（1977年、ANB）- 金井
- 俺たちの朝 第47話「シドニーと燃える男とお先真っ暗」（1977年、NTV）- 神谷
- 大岡越前 第5部 第18話「長屋住いの御奉行様」（1978年6月5日、TBS / C.A.L）- 井原十次郎
- 土曜ワイド劇場 / 夜の大捜査網・脱出（1978年、ANB）
- 水曜ドラマスペシャル / ただ一度の人生（1986年、TBS）
- 火曜サスペンス劇場 / ペイパーハネムーン（1987年、NTV）
- 春のドラマスペシャル / 5日間の天使（1995年、KTV）

### テレビ番組
- 人間いきいき（NHK教育） - キャスター

### 映画
- 純愛物語（1957年、東映）
- 女子大学生 私は勝負する（1959年、東宝）- 学生
- 「赤坂の姉妹」より 夜の肌（1960年、東宝）
- からみ合い（1962年、松竹）
- 武士道残酷物語（1963年、東映京都）
- 彼女と彼（1963年、岩波映画）
- 暗殺（1964年、松竹）
- 仇討（1964年、東映）
- とべない沈黙（1966年、ATG）
- 樹氷のよろめき（1968年、松竹）
- 盛り場ブルース（1968年、東映）
- 薔薇の葬列（1969年、ATG）
- 無頼漢（1970年、東宝）
- あらかじめ失われた恋人たちよ（1971年、ATG）
- 愉快な極道（1976年、東映）
- ダブル・クラッチ（1978年、松竹）
- Wの悲劇（1984年、角川春樹事務所 / 東映）- 演出家、安部幸雄役
- チェッカーズSONG FOR U.S.A.（1986年、東宝）
- 敦煌（1988年、東宝+大映）
- きらきらひかる（1992年、ヘラルド・エース）
- Diner ダイナー（2019年）：デルモニコ

### 舞台
- 明日そこに花を挿そうよ（1960年）- 右太
- 住み込みの女（1983年）- 鼠男
- タンゴ・冬の終わりに（1984、86年）- 黒マント

### CM
- ケロッグ コーンフレーク（1983年）
- 映画『シンデレラマン』（2005年）
- 麒麟淡麗〈生〉（2008年）
- 埼玉県 狭山茶（2012年）

### ラジオ
- 蜷川幸雄のクロスオーバートーク（2015年1月1日 - 、NHKラジオ第1）[17]

## 著書
- 『BGMはあなたまかせ』サンケイ出版 1982
- 『Note 1969 - 1988』河出書房新社 1989
- 『千のナイフ、千の目』紀伊國屋書店 1993 / ちくま文庫 2013
- 『蜷川家のお総菜』蜷川宏子共著 鎌倉書房 1993
- 『蜷川幸雄の子連れ狼伝説』小池書院 1998
- 『蜷川幸雄・闘う劇場』NHKライブラリー 1999
- 『Note 1969 - 2001 増補完全版』河出書房新社 2002
- 『演出術』長谷部浩共著 紀伊國屋書店 2002／ちくま文庫 2012
- 『反逆とクリエイション 蜷川幸雄トークセッション』紀伊國屋書店 2002
- 『「青の炎」シナリオブック』宮脇卓也共著 角川書店 2003
- 『演劇ほど面白いものはない 非日常の世界へ』PHP研究所 2012
- 『演劇の力』日本経済新聞出版社 2013。「私の履歴書」ほか
- 『身体的物語論』徳間書店 2018。木俣冬構成

### 回想・評伝・演劇研究ほか
- 高橋豊『蜷川幸雄伝説 人間ドキュメント』河出書房新社 2001
- 埼玉新聞取材班ほか『蜷川幸雄と「さいたまゴールド・シアター」の500日』平凡社新書 2007
- 扇田昭彦『蜷川幸雄の劇世界』朝日新聞出版 2010
- 『蜷川幸雄の稽古場から』ポプラ社 2010

蒼井優、小栗旬、尾上菊之助、勝地涼、鈴木杏、寺島しのぶ、成宮寛貴、長谷川博己、藤原竜也、松たか子へのインタビュー
- 徳永京子編著『我らに光を さいたまゴールド・シアター 蜷川幸雄と高齢者俳優41人の挑戦』河出書房新社 2013
- 秋島百合子『蜷川幸雄とシェークスピア』角川書店 2015
- 『蜷川幸雄の仕事 とんぼの本』新潮社 2015。小著・図版本

以下は没後刊行
- 『蜷川幸雄 世界で闘い続けた演出家』KAWADE夢ムック：河出書房新社 2016
- 長谷部浩『権力と孤独 演出家蜷川幸雄の時代』岩波書店 2017
- 西堂行人『蜷川幸雄×松本雄吉 二人の演出家の死と現代演劇』作品社 2017
- 藤田貴大聞き手・構成『蜷川幸雄と「蜷の綿」』河出書房新社 2019

写真集
- 細野晋司『オイディプス王写真集』角川書店 2005。蜷川の監修（アテネでの上演記録）
- 細野晋司『PASSION 蜷川幸雄舞台芸術の軌跡』パイインターナショナル 2019。

## 現代人劇場
現代人劇場は蜷川幸雄、清水邦夫などで旗揚げした劇団。1967年結成。1971年解散。
- 両者の交流は著書『Note 増補完全版』河出書房新社 2002年。に詳しい